# هارولد رايت (عازف كلارينيت)
هارولد رايت (بالإنجليزية: Harold Wright)‏ هو عازف كلارينيت أمريكي، ولد في 1926، وتوفي في 11 أغسطس 1993.

## وصلات خارجية
- هارولد رايت على موقع ميوزك برينز (الإنجليزية)
- هارولد رايت على موقع أول ميوزيك (الإنجليزية)
- هارولد رايت على موقع ديسكوغز (الإنجليزية)